# Prefeito do acampamento
O prefeito do acampamento (em latim: Praefectus castrorum) era, no Império Romano, o oficial profissional de maior categoria nas legiões romanas, dependente diretamente do legado da Legião e do tribuno laticlávio. Os prefeitos do acampamento eram soldados que ascenderam por méritos próprios através de todas as categorias da legião, até atingirem a categoria de primipilo (centurião da primeira centúria da primeira coorte), a que lhes valia o ingresso no ordem equestre como equites romano. Em vez de serem licenciados -o comando durava um ano- eram promovidos a esta distinção. A sua missão era a de organizar o acampamento da legião, tanto se era estável como se era de marcha, supervisando o abastecimento da unidade. Em combate, ocupava-se de comandar a artilharia legionária.